# Blawith
Blawith är en ort i civil parish Blawith and Subberthwaite i grevskapet Cumbria i England. Orten är belägen 10 km från Ulverston. Blawith var en civil parish 1866–1986 när det uppgick i Blawith and Subberthwaite. Parish hade 118 invånare år 1961.